# Митридат I (царь Парфии)
Митрида́т I (Аршак VI) — царь Парфии, правил приблизительно в 171 — 138/137 годах до н. э. Из династии Аршакидов, младший сын Приапата, брат Фраата I. Митридат вошёл в историю как один из великих царей в истории Парфии и всего Востока, положивший начало парфянскому могуществу.

## Имя
Митридат (греч. Mιθριδάτης) — это греческое произношение иранского имени Михрдат, означающего «данный Митрой». Само название происходит от древнеиранского Miθra-dāta-. Митра — солнечное божество в зороастрийских источниках, где он играет роль покровителя хварены, то есть царской славы.

## Правление

### Восшествие на престол

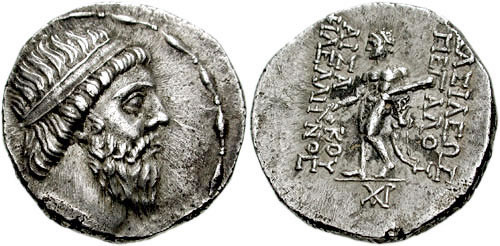
Тетрадрахма (27 мм, 14,94 г). Чеканена около 148 года до н. э. на монетном дворе Селевкии на Тигре. На лицевой стороне тетрадрахмы портрет Митридата I, изображающий его с бородой и царской эллинской диадемой на голове. На реверсе изображен Геракл-Веретрагна, держащий в левой руке дубину, а в правой — скифос. Надписи гласят: BAΣIΛEΩΣ MEΓAΛOY (Царь Великий) и APΣAKOY ΦIΛEΛΛHNOΣ (Арсак любящий греков), что было политическим актом, совершенным с целью установления дружественных отношений со своими недавно завоеванными греческими подданными и сотрудничества с их элитой

Мы не знаем точной даты восшествия Митридата I на престол, но он упоминается Юстином как монарх занявший престол одновременно с Эвкратидом Бактрийским: «Почти в одно и то же время стали царями Митридат в Парфии, а Эвкратид в Бактрии, оба великие мужи». Но этого сообщения недостаточно, так как неизвестна и точная дата восшествия на престол Эвкратида I. Если следовать традиционной датировке, то это событие произошло около 171 года до н. э. Как человека исключительной доблести, Митридата I своим преемником назначил старший брат Фраат I, хотя у того было несколько собственных совершеннолетних сыновей. Его приход к власти совпал по времени с ослаблением двух враждебных Парфии государств — Селевкидской державы и Греко-Бактрийского царства.

### Нападение на Бактрию
Парфяне в царствование Митридата I перешли в наступление на своих соседей. Первоначально он вторгся в Аспиону (в районе Арианы) и Тапирию (восточнее среднего течения Теджена), отделив их от Бактрии, ослабевшей в результате продолжительной междоусобной войны. Живший спустя почти 600 лет от данных событий историк Орозий утверждает, что парфянское войско при Митридате I вторглось даже в Индию, покорив там племена между реками Гидаспом и Индом. Однако для таких завоеваний всё же нет достаточно надёжных свидетельств, за исключением этого краткого упоминания у Орозия, достоверность сведений которого не безусловна.

### Вторжение в Персиду и Мидию

Завоевания Митридата I

Воспользовавшись тем, что от Селевкидского царства отпал ряд территорий, Митридат I двинул свои войска на запад. Стремительный уход селевкидского царя Антиоха IV Эпифана из Палестины, где в то время ширилось Маккавейское восстание, вглубь восточной части своей империи, скорее всего, свидетельствует о наступлении парфян. Хотя вопрос с Маккавеями не был урегулирован — вполне обычная ситуация для этого региона — но в глазах селевкидского правителя такое событие, как вторжение Митридата в восточные земли, выглядело на тот момент гораздо более важным. В 166 году до н. э. Антиох наконец появился в Вавилоне. Оттуда он в 165 году до н. э. пересёк Евфрат и двинулся в Армению, где, по сообщению Аппиана, захватил в плен царя Арташеса I (Артаксия).По информации, которую сообщают Страбон, Моисей Хоренский, Диодор Сицилийский, Порфирий, со слов отца церкви Иеронима, он перешёл со своими войсками Евфрат и столкнулся с армянским войском, в свою очередь форсировавшим Тигр и шедшим ему навстречу. В итоге Антиох не перешёл Тигр, Тморик (Таронитида) остался в пределах Армении, а уже в 161 году д.н. э. Арташес вновь вступил в борьбу с Селевкидами и начал активно поддерживать восставшего сатрапа Мидии и Вавилонии Тимарха, чьё восстание существенно ослабило царство Селевкидов. Затем, очевидно, Антиох вернулся на главную дорогу через Иранское плато, проходящую через Экбатаны, и пытался захватить Персеполь. Однако население города не допустило этого.. Возможно, он также вторгся и в Элимаиду в южной области Сузианы, над Персидским заливом (если надпись из Суз действительно относится к ко времени Антиоха IV). В конце концов Антиох потерпел поражение и был вынужден отступить, а на обратном пути умер в Габах (в районе современного Исфахана).
В последовавшие за смертью Антиоха IV годы в Западном Иране возникает ряд самостоятельных царств. Самое значительное из них — Элимаида — стало самостоятельным, по-видимому, ещё до воцарения Антиоха IV. Благодаря нумизматическим данным нам даже известно имя правителя Элимаиды, отложившегося от Селевкидов. Это был Камнаскир. Его государство в лучшие времена простиралось от Габиены (современный Исфахан) до Персидского залива. В Армении около этого времени образуются два независимых царства: Софена и Великая Армения. Снова стала независимой и подчинённая было Антиохом III Мидия Антропатена. Гиспасиосин, сын Сагдодонака, основывает небольшое государство Харакену в экономически весьма важном районе: в устье великих рек — Евфрата и Тигра. После смерти Антиоха IV сатрап Мидии Тимарх начинает выпускать свою монету. Персида, подчинение которой Селевкидам всегда было весьма условным, теперь становится совершенно самостоятельной. Таким образом, около 16о года до н. э. большая часть восточных сатрапий была окончательно потеряна для Селевкидов и раздроблена на ряд небольших самостоятельных государств. Силой, объединившей все эти разрозненные царства и княжества в одно целое, оказались парфяне, которые в царствование Митридата I начали захват земель своих соседей.
Вторжение Митридата в Элимаиду, вероятно, встревожило сатрапа Мидии Тимарха, поскольку было очевидно, что он должен стать следующей жертвой парфянской экспансии. Тимарх правил Мидией уже в 161 году до н. э., и известно, что вторжение Митридата в Мидию совпало по времени с убийством Эвкратида из Бактрии собственным сыном, которое произошло около 155 году до н. э. Следовательно, в течение какого-то времени между 161 и 155 годами до н. э. Митридат с переменным успехом вёл длительную войну с Мидией. Наконец, одержав победу, он назначил некоего человека по имени Багаз (Вагасис) править на новой территории.

### Нападение на Вавилонию

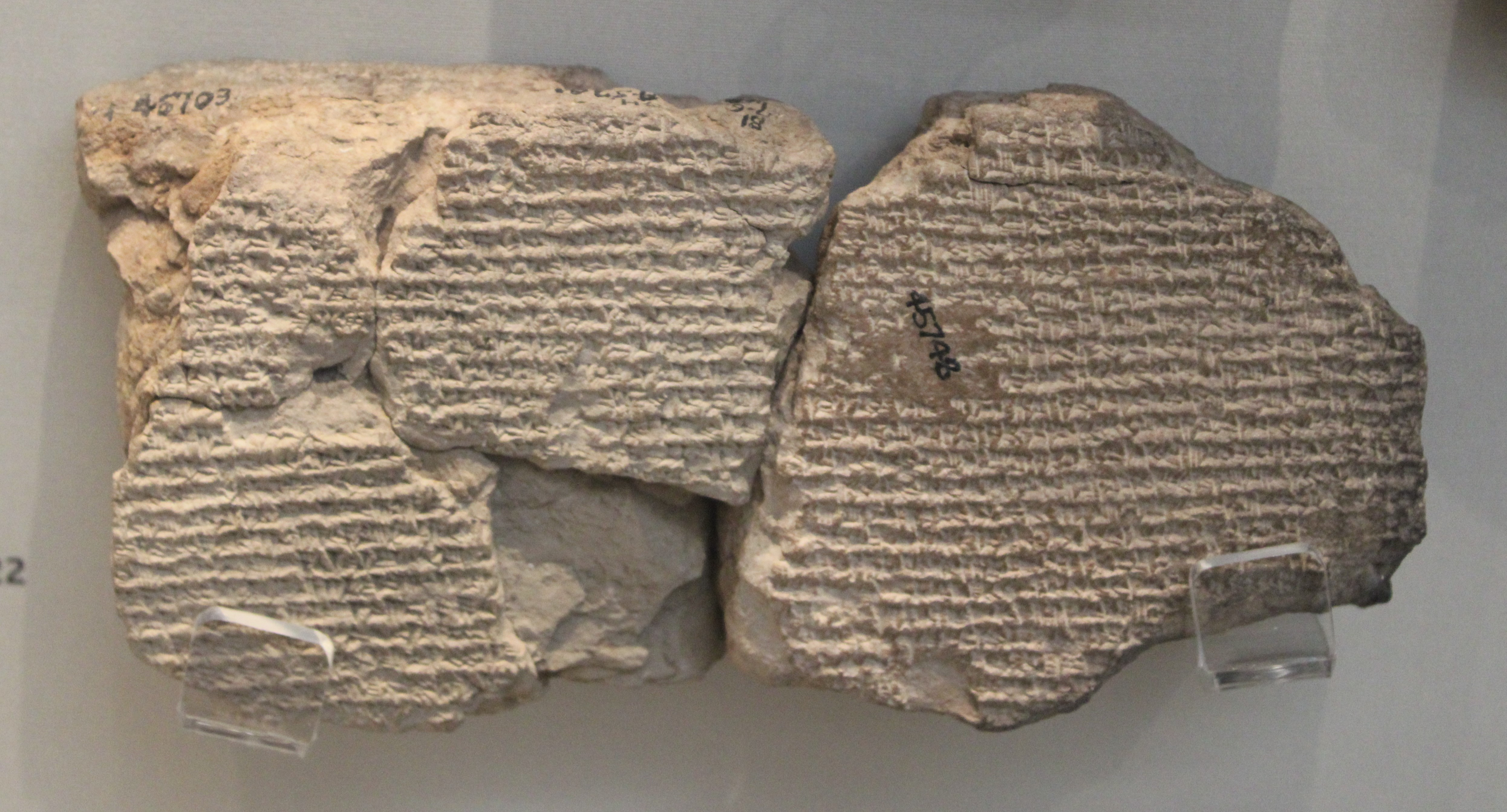
Клинописная табличка, астрономический дневник 141 года до н. э. Здесь описано поражение Деметрия II Никатора из династии Селевкидов Митридатом I (здесь он назван Аршаком) из парфянской династии Аршакидов в 141 году до н. э. Остальная часть текста посвящена рыночным ценам и политическим событиям того же года. Из Вавилона. Британский музей 45703, 45741, 45748

Покорение Мидии открыло для парфянской экспансии ворота в плодородную Месопотамию. Только тот, кто владел этим важнейшим экономическим и политическим центром, мог рассчитывать на объединение под своей властью всего Ирана. Селевкидский царь Деметрий II Никатор, понимая, какие гибельные последствия несёт ему потеря Месопотамии, оказал Митридату упорное сопротивление. Сохранившаяся в повреждённом виде табличка с клинописным текстом даёт современное тем событиям сообщение о продвижении Митридата. Когда новость о его приближении достигла селевкидского правителя Деметрия Никатора, находящегося тогда в Вавилонии, возможно, в Селевкии-на-Тигре, он быстро собрал ополчение, принимая в войско всех мужчин, без разбору, и отправился в Мидию навстречу врагу. Очевидно, парфянский царь сумел перехитрить его и продолжил своё наступление. Между тем Деметрий отдал приказ собрать дополнительные войска, и один из его полководцев вместе с подкреплением вступил в Месопотамию, придя, вероятно, из Сирии. Митридат повернул на юг, к Селевкии, и разбил его. В Селевкии парфянский монарх принял делегацию, которая явилась с предложением о дружбе от какого-то города в стране Ашшура (Ассирии), где, вероятно, уже были хорошо осведомлены о разгроме полководца Деметрия. Митридат вошёл в царский город Селевкию в конце июня или в начале июля; он был провозглашён царём 8 июля 141 года до н. э. или несколько ранее этой даты.

«…Людей без разбору [собрал Деметрий]; [он отправился] к городам Мидии… В начале того месяца на 22 день su-bu (?)… rab uqu (военачальник) вступил на землю Аккада. [Против него,] Аршака, царь в Селевкию [двинулся. Город…] страны Ашшура, который перед лицом царя Аршака [преклонился]… [В Селевкию] царский город он вошёл; в месяц, на 28-й день [он сел на троне].»— Надпись на табличке из Британского музея (SH 108)
До 14 октября того же года верховная власть Митридата была признана уже и в Уруке (греч. Орхоя), лежащем в нижнем течении Евфрата, значительно южнее Селевкии. Жители Суз и окружающей области не чувствовали себя в безопасности, как это демонстрирует надпись от 171 года селевкидской эры (141 год до н. э.) о здравии царя и царицы, чьи имена предусмотрительно пропущены. По всей логике, Сузы были следующим пунктом на пути продвижения великого царя парфян. Дни селевкидского могущества уже миновали, сократившись до пределов почти одной Сирии царство Селевкидов не могло противостоять натиску парфян, тем более, что по имеющимся у нас сведениям, местные жители в некоторых случаях приветствовали их приход..

### Отражение набега саков в Гиркании

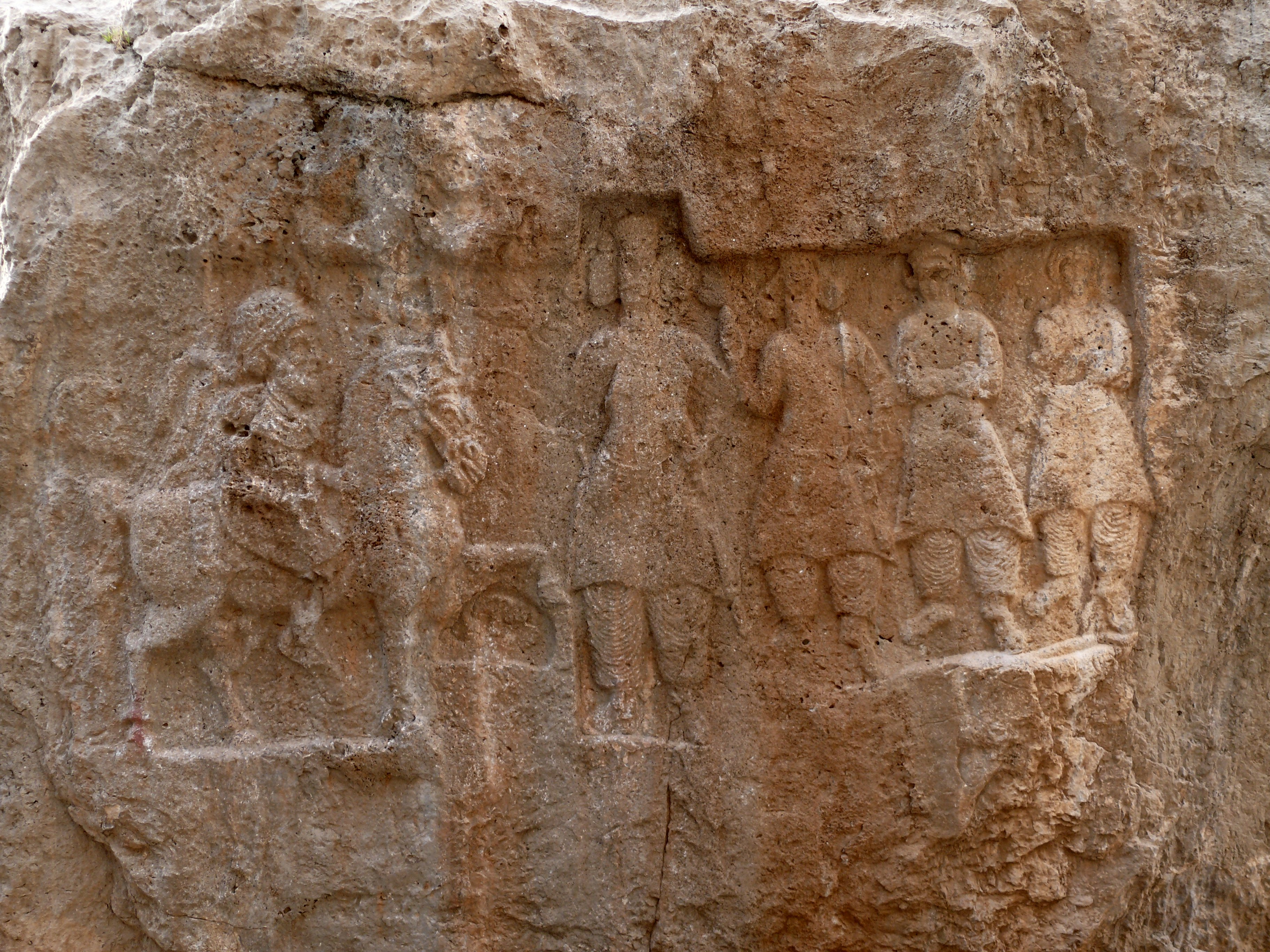
Парфянский рельеф Митридата I в Ксонг-э Ашдар. Город Изех, провинция Хузестан, Иран. Наскальный рельеф Ксонг-э Ашдар очень важен, поскольку он является первым, высеченным парфянами. Выбранное место — Изех, древний эламский город Айяпир, в котором сохранилось несколько эламских наскальных рельефов. Рельеф был высечен на отдельно стоящей скале, на противоположной стороне от небольшого эламитского рельефа. На нём изображена группа лиц, отдающая дань уважения всаднику, идентифицированному как Митридат I, царь Парфии. Рельеф также имеет две художественные особенности: изображение лошади и редкое изображение персонажа в профиль. Пока царь следует верхом на коне, сопровождаемый пешим слугой, придворные либо отдают ему дань уважения, поднимая руку, либо смиренно складывают ладони. Крылатый Ника (Победа) пролетает над сценой, благословляя победителя

Где-то между октябрём и декабрём 141 года до н. э. Митридат вынужден был двинуться в Гирканию. Причиной его ухода из Месопотамии в этот критический момент его кампании стал, вероятно, набег саков, которые незадолго до 165 года до н. э. были изгнаны из своей родины в Туркестане юэчжами и к этому времени находились достаточно близко к восточным пределам Парфии. Войска в Месопотамии были переданы в подчинение парфянскому командующему, и Митридат никогда больше не возвращался в этот регион, так как оставшееся время своего царствования был занят в кампаниях в Восточной и Центральной Парфии. Его уход из Двуречья в Гирканию позволил эламитам совершить набег на Апамею на реке Силху.

### Разгром селевкидского царя Деметрия и его пленение
Ещё раньше, чем ушёл Митридат, Деметрий возобновил борьбу. Несомненно, действия последнего были оправданы призывами о помощи от недавно завоёванных народов, особенно греков. По мере продвижения Деметрия под его знамёна стекалось большое количество людей; мы слышим о контингентах из Бактрии, Элимаиды и Персиды. Деметрий одержал несколько побед. Но в конце концов, то ли хитростью, то ли силой он был захвачен парфянами в плен и в назидание тем городам, которые его поддержали, проведён по их улицам. Затем Деметрий был отправлен в Гирканию к Митридату. Там с ним обращались в соответствии с его высоким рангом, и он женился на дочери Митридата Родогуне.

### Вторжение в Элимаиду
После того, как его враг был благополучно обезврежен, Митридат решил покарать тех, кто оказал помощь селевкидскому правителю. По-видимому, именно после пленения Деметрия произошло окончательное завоевание парфянами Элимаиды. Но нападение на элимеев было обусловлено не только этим: богатство их храмов могло пополнить истощённую войной казну. Сообщается, что только добыча из храмов «Афины» и «Артемиды» составила 10 000 талантов, и несомненно, грабежу подверглись также и другие храмы. Был захвачен город Селевкия (Манге?), прежде называвшийся Солаке, на реке Гедифон (Джаррахи). Поскольку вскоре после смерти Митридата парфяне обосновались в Сузах, то вероятно, что сам великий царь включил эту территорию в состав империи. Митридат умер в мире и спокойствии в 138/137 году до н. э. (в этом году перестаёт чеканиться его монета) — первая дата парфянской истории, точно зафиксированная в нумизматических и клинописных свидетельствах. Как отмечает Юстин:«Поражённый внезапной болезнью, он умер, стяжав себе к старости не меньшую славу, чем его прадед Арсак».

### Итоги царствования
Перед смертью Митридата империя включала собственно Парфию, Гирканию, Мидию, Вавилонию, Ассирию, Элимаиду, Персиду и районы Тапурии и Траксианы. Таким образом, парфянская держава к концу царствования Митридата I охватывала почти весь Иран и всю Месопотамию. Пафяне вышли на Евфрат. Китайские хроники упоминают Аршакидское государство «с несколькими сотнями городов». Победы Митридата дали полный контроль над Великим Шёлковым Путём, что обеспечило дальнейшее развитие Парфии. Экспансия парфян лишила Бактрию связи с эллинистическим миром, что привело к упадку эллинизма на Востоке, но в то же время сама Парфия переняла ряд элементов эллинистической культуры.
Языком официальной корреспонденции парфянской администрации становится пехлеви, то есть персидская письменность с использованием арамейских букв. Митридат был первым из парфянских царей, чьё имя прославляло бога Митру; и культ этого бога, до тех пор повсеместно игнорируемый на официальном уровне, должен был получить официальное одобрение. «Михр Яшт» из «Видэвдада», вероятно, был создан в последние годы правления Митридата.